# داداب
داداب هي مدينة، في كينيا، تقع في محافظة غاريسا، بلغ عدد سكانها 5,723 نسمة وذلك حسب إحصائيات سنة 2009.